# Roman Forest (Teksas)
Roman Forest je gradić u američkoj saveznoj državi Teksas. Prema popisu stanovništva iz 2010. u njemu je živjelo 1.538 stanovnika.